# Beranovka
Beranovka (dříve Německý Beranov, (německy Deutsch Borau) je vesnice, část města Teplá v okrese Cheb v Karlovarském kraji. Nachází se asi 4,5 kilometru jižně od Teplé. Beranovka je také název katastrálního území o rozloze 3,82 km².

## Historie
První písemná zmínka o vesnici pochází z roku 1233. Vesnice patřila k majetkům v držení premonstrátů kláštera Teplá. Během husitských válek byla ves dvakrát zničena a zanikla, ale došlo k její obnově. V červenci 1624 zde vypukl mor a až na čtyři osoby ve dvou dvorech celá ves vymřela. Zbylé dvory zůstaly po léta liduprázdné. Postupně byla ves dosídlena ke konci 17. století. Obyvatelé chodili do na mše do kostela ve Svatém Vojtěchu, kam ves farně spadala. Konaly se zde rovněž svatby, křty a na tamním hřbitově byli občané Beranovky pohřbíváni až do roku 1945. Do Svatého Vojtěcha chodily děti do školy. Po druhé světové válce a odsunu německého obyvatelstva se Beranovka téměř vylidnila a zástavba prořídla. V pozdější době začala vesnice sloužit jako rekreační místo chalupářů, kteří zachránili řadu stavení, která by se jinak rozpadla.

## Obyvatelstvo
Při sčítání lidu v roce 1921 zde žilo 182 obyvatel, všichni německé národnosti. Všichni obyvatelé se hlásili k římskokatolické církvi.
| Rok                                                           | 1869 | 1880 | 1890 | 1900 | 1910 | 1921 | 1930 | 1950 | 1961 | 1970 | 1980 | 1991 | 2001 | 2011 | 2021 |
| ------------------------------------------------------------- | ---- | ---- | ---- | ---- | ---- | ---- | ---- | ---- | ---- | ---- | ---- | ---- | ---- | ---- | ---- |
| Počet obyvatel                                                | 168  | 199  | 207  | 172  | 186  | 182  | 177  | 58   | 65   | 33   | 10   | 5    | 8    | 28   | 10   |
| Počet domů                                                    | 26   | 28   | 28   | 29   | 29   | 29   | 32   | 23   | -    | 8    | 4    | 7    | 8    | 12   | 12   |
| Počet domů v roce 1961 je zahrnut v počtu domů v Křepkovicích |      |      |      |      |      |      |      |      |      |      |      |      |      |      |      |

## Obecní správa
Při sčítání lidu v letech 1850–1879 Beranovka byla osadou obce Bezvěrov v okrese Teplá. V letech 1919–1949 byla samostatnou obcí, se kterým patřila nejprve do okresu Teplá, ale v roce 1950 v okrese Mariánské Lázně. V letech 1961–1974 byla částí obce Křepkovice v okrese Karlovy Vary. Od 1. ledna 1975 je částí města Teplá v okrese Karlovy Vary, ale od 1. ledna 2007 v okrese Cheb.

## Další fotografie

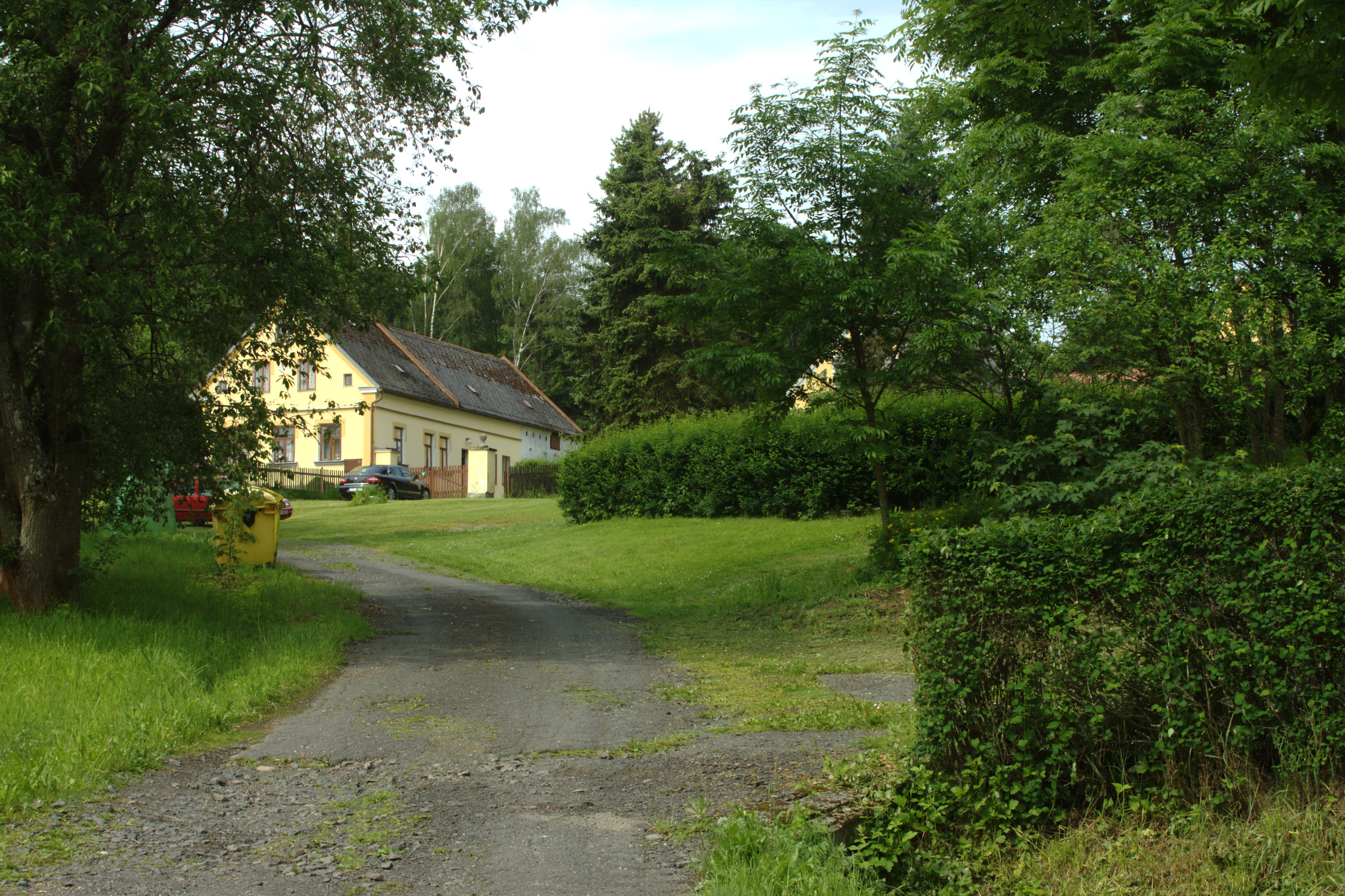
Příjezd do vlastní vesnice
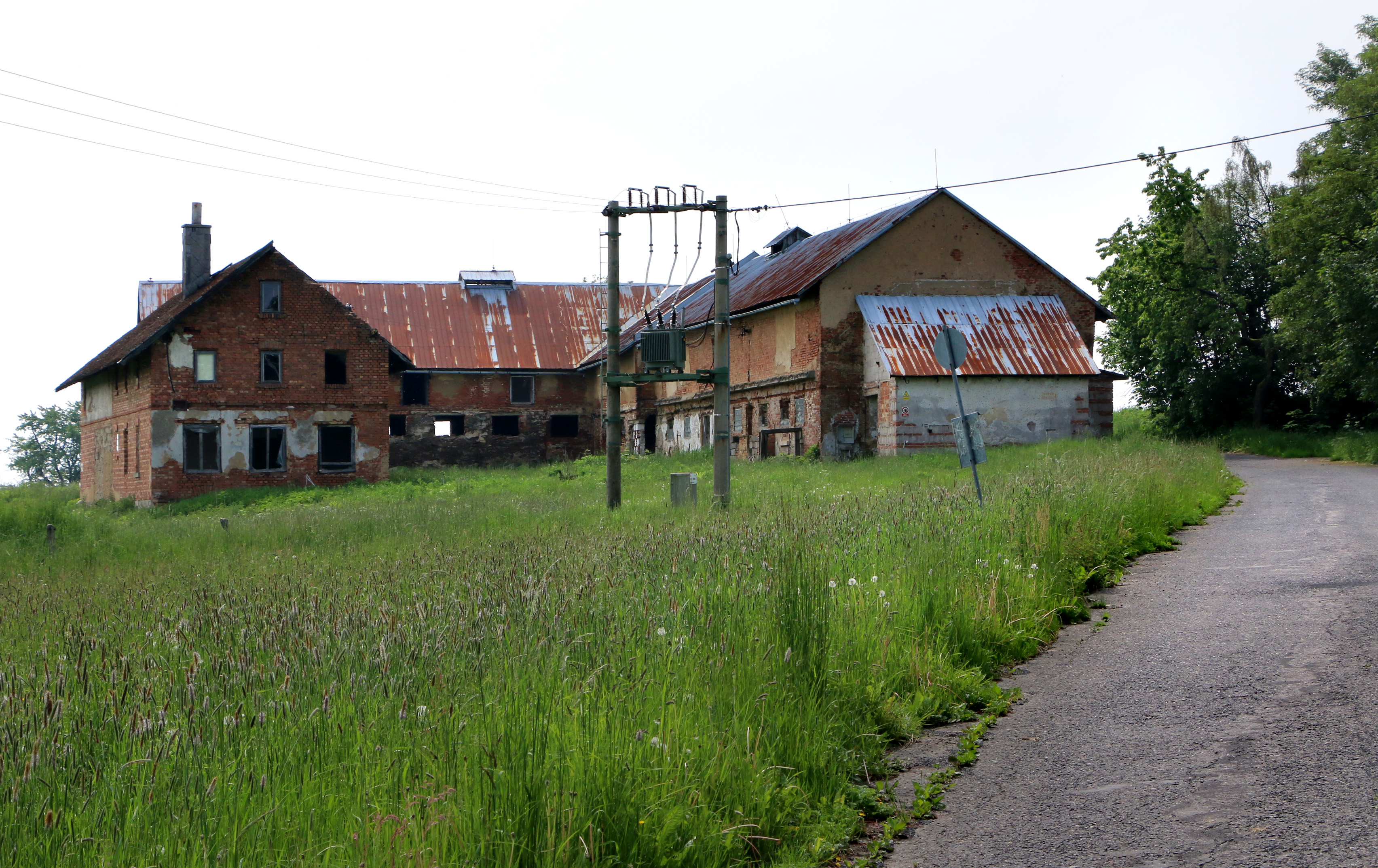
Dům čp. 30
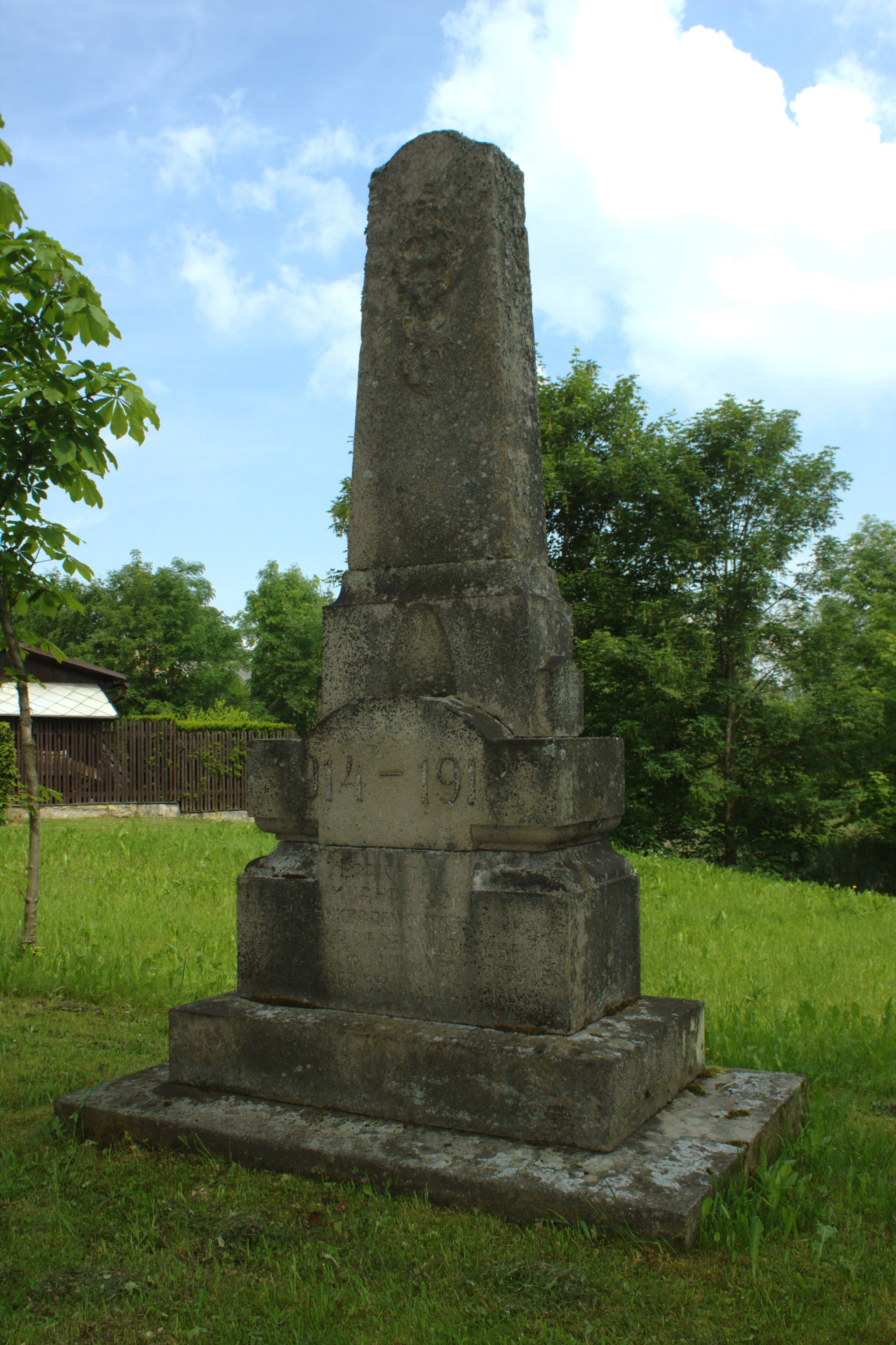
Památník na návsi